# Eurolliga 2024-2025
La temporada 2024-25 de l'Eurolliga va començar el 3 d'octubre del 2024 i durà fins al 25 de maig del 2025. Aquesta fou la 25a edició de la competició de l'era moderna de l'Eurolliga, la 68a incloent les competicions anteriorment organitzades per FIBA Europa i la segona edició amb el nou format amb play-in entre el setè i el desè classificat de la lliga regular.
Va ser també la quarta vegada consecutiva que els equips russos (entre ells el CSKA Moscou) quedaren exclosos com a conseqüència de les sancions per la invasió russa d'Ucraïna del 2022.

## Equips
Un total de 18 equips formaren part de la lliga, amb un únic canvi respecte els equips de l'any anterior:
| Ascens d'EuroCup   | Descens a EuroCup |
| ------------------ | ----------------- |
| - Paris Basketball | - València Basket |

Els equips qualificats i la forma en què s'han classificat són:
| Equips llicenciats | Equips llicenciats        | Equips llicenciats      | Wildcards      | Guanyadors EuroCup         |
| ------------------ | ------------------------- | ----------------------- | -------------- | -------------------------- |
| Anadolu Efes       | FC Barcelona Lassa        | BC Žalgiris Kaunas      | Estrella Roja  | AS Monaco (2020-21)        |
| Fenerbahçe         | Reial Madrid              | Maccabi FOX Tel Aviv    | Partizan       | Paris Basketball (2023-24) |
| Panathinaikos BC   | Saski Baskonia            | ASVEL Lyon-Villeurbanne | ALBA Berlín    |                            |
| Olympiakos BC      | EA7 Emporio Armani Milano | Bayern de Múnic         | Virtus Bologna |                            |

### Localitzacions i pavellons
| Equip                     | Ciutat                         | Pavelló                       | Capacitat | Posició 2023-24 |
| ------------------------- | ------------------------------ | ----------------------------- | --------- | --------------- |
| ALBA Berlin               | Berlín                         | Uber Arena                    | 14.500    | 18è             |
| Anadolu Efes              | Istanbul                       | Basketball Development Center | 10.000    | 10è             |
| Barcelona                 | Barcelona                      | Palau Blaugrana               | 7.585     | 6è              |
| Baskonia                  | Vitòria                        | Buesa Arena                   | 15.431    | 8è              |
| Bayern Munich             | Múnic                          | SAP Garden                    | 11.500    | 15è             |
| Crvena zvezda Meridianbet | Belgrad                        | Belgrade Arena                | 18.386    | 16è             |
| Crvena zvezda Meridianbet | Belgrad                        | Aleksandar Nikolić Hall       | 8.000     | 16è             |
| EA7 Emporio Armani Milan  | Milà                           | Unipol Forum                  | 12.700    | 12è             |
| Fenerbahçe Beko           | Istanbul                       | Ülker Sports and Event Hall   | 13.000    | 4t              |
| LDLC ASVEL                | Décines-Charpieu, Villeurbanne | LDLC Arena                    | 12.523    | 17è             |
| LDLC ASVEL                | Décines-Charpieu, Villeurbanne | Astroballe                    | 5.556     | 17è             |
| Maccabi Playtika Tel Aviv | Tel Aviv                       | Aleksandar Nikolić Hall       | 8.000     | 7è              |
| Monaco                    | Mònaco                         | Salle Gaston Médecin          | 4.090     | 5è              |
| Olympiakos                | Pireu                          | Peace and Friendship Stadium  | 12.300    | 3               |
| Panathinaikos AKTOR       | Atenes                         | OAKA Altion                   | 18.300    | 1               |
| Paris Basketball          | París                          | Adidas Arena                  | 8.000     | (EuroCup)       |
| Paris Basketball          | París                          | Accor Arena                   | 15.705    | (EuroCup)       |
| Partizan Mozzart Bet      | Belgrad                        | Belgrade Arena                | 18.386    | 11è             |
| Partizan Mozzart Bet      | Belgrad                        | Aleksandar Nikolić Hall       | 8.000     | 11è             |
| Real Madrid               | Madrid                         | Movistar Arena                | 15.000    | 2               |
| Virtus Segafredo Bologna  | Bolonya                        | Virtus Segafredo Arena        | 9.980     | 9è              |
| Virtus Segafredo Bologna  | Bolonya                        | Unipol Arena                  | 8.278     | 9è              |
| Žalgiris                  | Kaunas                         | Žalgirio Arena                | 15.415    | 14è             |

## Lliga regular
| Pos | Equip                     | PJ | G  | P  | GF   | GC   | DG   | Pts | Classificació             |
| --- | ------------------------- | -- | -- | -- | ---- | ---- | ---- | --- | ------------------------- |
| 1   | Olympiakos                | 34 | 24 | 10 | 2941 | 2770 | +171 | 58  | Qualification to playoffs |
| 2   | Fenerbahçe Beko           | 34 | 23 | 11 | 2829 | 2760 | +69  | 57  | Qualification to playoffs |
| 3   | Panathinaikos AKTOR       | 34 | 22 | 12 | 2990 | 2843 | +147 | 56  | Qualification to playoffs |
| 4   | AS Monaco                 | 34 | 21 | 13 | 2913 | 2801 | +112 | 55  | Qualification to playoffs |
| 5   | FC Barcelona              | 34 | 20 | 14 | 2966 | 2837 | +129 | 54  | Qualification to playoffs |
| 6   | Anadolu Efes              | 34 | 20 | 14 | 2941 | 2788 | +153 | 54  | Qualification to playoffs |
| 7   | Reial Madrid              | 34 | 20 | 14 | 2870 | 2797 | +73  | 54  | Qualification to play-in  |
| 8   | Paris Basketball          | 34 | 19 | 15 | 2940 | 2910 | +30  | 53  | Qualification to play-in  |
| 9   | Bayern Munic              | 34 | 19 | 15 | 2965 | 2984 | −19  | 53  | Qualification to play-in  |
| 10  | Crvena zvezda Meridianbet | 34 | 18 | 16 | 2776 | 2714 | +62  | 52  | Qualification to play-in  |
| 11  | EA7 Emporio Armani Milan  | 34 | 17 | 17 | 2896 | 2934 | −38  | 51  |                           |
| 12  | Partizan Mozzart Bet      | 34 | 16 | 18 | 2780 | 2724 | +56  | 50  |                           |
| 13  | Žalgiris                  | 34 | 15 | 19 | 2626 | 2669 | −43  | 49  |                           |
| 14  | Baskonia                  | 34 | 14 | 20 | 2795 | 2830 | −35  | 48  |                           |
| 15  | LDLC ASVEL                | 34 | 13 | 21 | 2740 | 2897 | −157 | 47  |                           |
| 16  | Maccabi Playtika Tel Aviv | 34 | 11 | 23 | 2921 | 3052 | −131 | 45  |                           |
| 17  | Virtus Segafredo Bologna  | 34 | 9  | 25 | 2683 | 2834 | −151 | 43  |                           |
| 18  | ALBA Berlin               | 34 | 5  | 29 | 2646 | 3074 | −428 | 39  |                           |

### Premis

#### Millors equips Eurolliga
| Pos. | Primer Equip      | Primer Equip        | Segon Equip         | Segon Equip         |
| ---- | ----------------- | ------------------- | ------------------- | ------------------- |
| B    | T. J. Shorts      | Paris Basketball    | Mike James          | Monaco              |
| E    | Carsen Edwards    | Bayern Munic        | Théo Maledon        | LDLC ASVEL          |
| A    | Kendrick Nunn     | Panathinaikos AKTOR | Evan Fournier       | Olympiakos          |
| AP   | Sasha Vezenkov    | Olympiakos          | Juancho Hernangómez | Panathinaikos AKTOR |
| P    | Nigel Hayes-Davis | Fenerbahçe Beko     | Edy Tavares         | Real Madrid         |

#### MVP
- Kendrick Nunn ( Panathinaikos AKTOR)[28]

#### Trofeu Alphonso Ford al màxim anotador
- Kendrick Nunn ( Panathinaikos AKTOR)[29]

#### Millor defensor de l'Eurolliga
- Nick Weiler-Babb ( Bayern Múnic)[30]

#### Millor jugador jove
- Nadir Hifi ( Paris Basketball)[31]

#### Millor entrenador
- Šarūnas Jasikevičius ( Fenerbahçe Beko)[32]

## Fase final

### Play-in
|  | Semifinals       | Semifinals   |    |  | Final       | Final |  |
|  |                  |              |    |  |             |       |  |
|  | Play-In A        |              |    |  |             |       |  |
|  | Real Madrid      | 73           |    |  |             |       |  |
|  | Paris Basketball | 81           |    |  |             |       |  |
|  |                  |              |    |  |             |       |  |
|  |                  |              |    |  | Play-In C   |       |  |
|  |                  |              |    |  | Real Madrid | 93    |  |
|  |                  | Bayern Múnic | 71 |  |             |       |  |
|  |                  |              |    |  |             |       |  |
|  |                  |              |    |  |             |       |  |
|  |                  |              |    |  |             |       |  |
|  | Play-In B        |              |    |  |             |       |  |
|  | Bayern Múnic     | 97           |    |  |             |       |  |
|  | Crvena zvezda    | 93           |    |  |             |       |  |

### Playoffs
L'equip marcat com a "Equip 1", millor classificat a la lliga regular, juga de local el primer, segon i un hipotètic cinquè partit. La resta es juguen o jugarien amb l'"Equip 2" de local.
| Equip 1             | Sèrie | Equip 2          | Partit 1 | Partit 2 | Partit 3    | Partit 4 | Partit 5 |
| ------------------- | ----- | ---------------- | -------- | -------- | ----------- | -------- | -------- |
| Olympiakos          | 3–1   | Reial Madrid     | 84–72    | 77–71    | 72–80       | 86–84    | —        |
| Monaco              | 3–2   | FC Barcelona     | 97–80    | 92–79    | 89–100      | 72–79    | 85–84    |
| Fenerbahçe Beko     | 3–0   | Paris Basketball | 83–78    | 89–72    | 98–88 (prò) | —        | —        |
| Panathinaikos AKTOR | 3–2   | Anadolu Efes     | 87–83    | 76–79    | 81–77       | 82–85    | 75–67    |

### Final Four
La Final Four és l'etapa final de la competició, es disputà a l'Etihad Arena d'Abu Dhabi entre el 23 i 25 de maig del 2025.
|  | Semifinals      | Semifinals      |    |            | Final         | Final |
|  |                 |                 |    |            |               |       |
|  | 23 de maig      |                 |    |            |               |       |
|  | Olympiakos      | 68              |    |            |               |       |
|  | Monaco          | 78              |    |            |               |       |
|  |                 |                 |    |            |               |       |
|  |                 |                 |    |            | 25 de maig    |       |
|  |                 |                 |    |            | Monaco        | 70    |
|  |                 | Fenerbahçe Beko | 81 |            |               |       |
|  |                 |                 |    |            |               |       |
|  |                 |                 |    |            |               |       |
|  |                 |                 |    |            | 3r i 4t lloc  |       |
|  | 23 de maig      | 23 de maig      |    | 25 de maig | 25 de maig    |       |
|  | Fenerbahçe Beko | 82              |    | Olympiakos | 97            |       |
|  | Panathinaikos   | 76              |    |            | Panathinaikos | 93    |

| Campions Eurolliga 2025 |
| ----------------------- |
| Fenerbahçe 2n títol     |